# Вајлонија (Арканзас)
Вајлонија (енгл. Vilonia) град је у америчкој савезној држави Арканзас.

## Демографија
По попису из 2010. године број становника је 3.815, што је 1.709 (81,1%) становника више него 2000. године.
| Група             | 2000.         | 2010.         |
| Белци             | 2.052 (97,4%) | 3.607 (94,5%) |
| Афроамериканци    | 3 (0,1%)      | 21 (0,6%)     |
| Азијати           | 4 (0,2%)      | 8 (0,2%)      |
| Хиспаноамериканци | 27 (1,3%)     | 101 (2,6%)    |
| Укупно            | 2.106         | 3.815         |